# Dio-et-Valquières
Dio-et-Valquières là một xã trong vùng Occitanie, thuộc tỉnh Hérault, quận Lodève, tổng Lunas. Tọa độ địa lý của xã là 43° 40' vĩ độ bắc, 03° 14' kinh độ đông. Dio-et-Valquières nằm trên độ cao trung bình là 412 mét trên mực nước biển, có điểm thấp nhất là 256 mét và điểm cao nhất là 701 mét. Xã có diện tích 18,77 km², dân số vào thời điểm 1999 là 136 người; mật độ dân số là 7 người/km².

## Thông tin nhân khẩu
| 1962 | 1968 | 1975 | 1982 | 1990 | 1999 |
| ---- | ---- | ---- | ---- | ---- | ---- |
| 62   | 70   | 66   | 98   | 134  | 136  |